# گرولیاسکو
گرولیاسکو (به ایتالیایی: Grugliasco) یک کومونه در ایتالیا است که در استان تورین واقع شده‌است.

## خصوصیات
گرولیاسکو ۱۳٫۱ کیلومترمربع مساحت و ۳۸٬۷۲۵ نفر جمعیت دارد و ۲۹۳ متر بالاتر از سطح دریا واقع شده‌است.

## خواهرخوانده
شهرهای رومان (رومانی)، باربرا دل بایس، اشیرول، Gourcy و San Gregorio Magno خواهرخوانده‌های گرولیاسکو هستند.